# Kulm cup 1922
Kulm cup byl turnaj v ledním hokeji, který se konal od 15. do 19. února 1922. Turnaje se zúčastnili čtyři mužstva, která se utkala jednokolově systémem každý s každým. Utkání s Velkou Británií a Švýcarskem, nepovažuje česká strana jako oficiální.

## Výsledky a tabulka
|    |                | GBR | SWE | TCH | SUI | V | R | P | Skóre | B |
| 1. | Velká Británie | *** | 1:1 | 5:0 | 7:1 | 2 | 1 | 0 | 13:2  | 5 |
| 2. | Švédsko        | 1:1 | *** | 4:0 | 5:2 | 2 | 1 | 0 | 10:3  | 5 |
| 3. | ČSR            | 0:5 | 0:4 | *** | 2:0 | 1 | 0 | 2 | 2:9   | 2 |
| 4. | Švýcarsko      | 1:7 | 2:5 | 0:2 | *** | 0 | 0 | 3 | 3:14  | 0 |

 Švýcarsko -  Velká Británie 1:7 (0:1, 1:6)
15. února 1922 - Svatý Mořic
 Velká Británie -  Československo 5:0 (1:0, 4:0)
16. února 1922 - Svatý Mořic

Branky Velké Británie: 1. ???, 24. ???, 25. ???, 30. ???, 35. ???.
ČSR: Jaroslav Pospíšil - Otakar Vindyš, Jaroslav Hamáček - Josef Šroubek, Jaroslav Jirkovský, Karel Hartmann - Valentin Loos, Karel Pešek.
 Švýcarsko -  Švédsko 2:5 (1:3, 1:2)
17. února 1922 - Svatý Mořic

Branky Švédska: Birger Holmquist 2, Erik Burman, Gunnar Galin, Nils Molander.

Rozhodčí: Karel Pešek (TCH)
Švédsko: Einar Olsson – Erik Burman, Ragnar Tidqvist - Rudolf Kock, Gunnar Galin, Birger Holmquist – Nils Molander.
 Švýcarsko -  Československo 0:2 (0:1,0:1)
18. února 1922 - Svatý Mořic

Branky Československa: 15. Valentin Loos, ?? Valentin Loos.

Rozhodčí: Nils Molander (SWE)
ČSR: Jaroslav Řezáč - Otakar Vindyš, Jaroslav Hamáček - Josef Šroubek, Jaroslav Jirkovský, Karel Hartmann - Valentin Loos, Miloslav Fleischmann.
 Švédsko -  Velká Británie 1:1 (0:0,1:1)
18. února 1922 - Svatý Mořic

Branka Švédska: Georg Johansson-Brandius.
Švédsko: Einar Olsson – Einar Svensson, Georg Johansson-Brandius – Gunnar Galin, Nils Molander, Erik Burman - Birger Holmquist.
 Švédsko -  Československo 4:0 (3:0,1:0)
19. února 1922 - Svatý Mořic

Branky Švédska: Erik Burman 3, Nils Molander.
ČSR: Jaroslav Pospíšil (15. Jaroslav Řezáč) - Otakar Vindyš, Jaroslav Hamáček - Josef Šroubek, Jaroslav Jirkovský, Karel Hartmann - Valentin Loos, Miloslav Fleischmann.
Švédsko: Einar Olsson – Einar Lundell, Georg Johansson-Brandius – Nils Molander, Erik Burman, Birger Holmquist.